# Agosto
En el calendario gregoriano, agosto es el octavo mes del año y tiene 31 días. Se le puso este nombre en honor del emperador romano Octavio Augusto (Octavius Augustus).
En el antiguo calendario romano, el año comenzaba en marzo y el sexto mes se llamaba sextilis. Posteriormente, con la incorporación de ianuarius (enero) y februarius (febrero) al inicio del año, pasó a ser el octavo mes del año. En el 8 a. C., Octavio Augusto, primer emperador romano, optó darle su propio nombre y desde entonces sextilis pasó a llamarse augustus. Fue elegido este mes para honrar al emperador porque en él, en el año 30 a. C., venció a Cleopatra y a Marco Antonio y entró triunfador en Roma. La decisión de éste imitaba a la tomada por el Senado romano, que algunos años antes modificó el nombre del mes quintilis (quinctilis, según algunas fuentes) para denominarlo iulius (julio), en homenaje a Julio César.
Existe una creencia errónea, adjudicada a Johannes de Sacrobosco en el siglo xiii, de que el mes de agosto lleva 31 días por determinación de Octavio Augusto. El emperador romano consideraba que su mes, que por entonces supuestamente duraba 30 días, era inferior al mes de iulius, que tenía un día más; por lo tanto, habría decidido quitarle un día a febrero (que duraba 29 en los años comunes y 30 en los bisiestos) y añadirlo a augustus. No obstante, tal teoría ha sido descartada, ya que existen documentaciones que comprueban que el mes de agosto ya llevaba 31 días desde la implementación del calendario juliano impulsado por Julio César en el 45 a. C.
El mes de agosto comienza (astrológicamente) con el signo de Leo y termina en Virgo.
En Irlanda, el mes de agosto se llama Lúnasa (del antiguo irlandés Lughnasadh) y toma su nombre del dios Lugh. El primer lunes de agosto es uno de los días festivos nacionales de este país.
Entre los aborígenes canarios, especialmente entre los guanches de Tenerife, el mes de agosto recibía en nombre de Beñesmer o Beñesmen, que era también la fiesta de la cosecha celebrada en este mes.

## Acontecimientos importantes en agosto

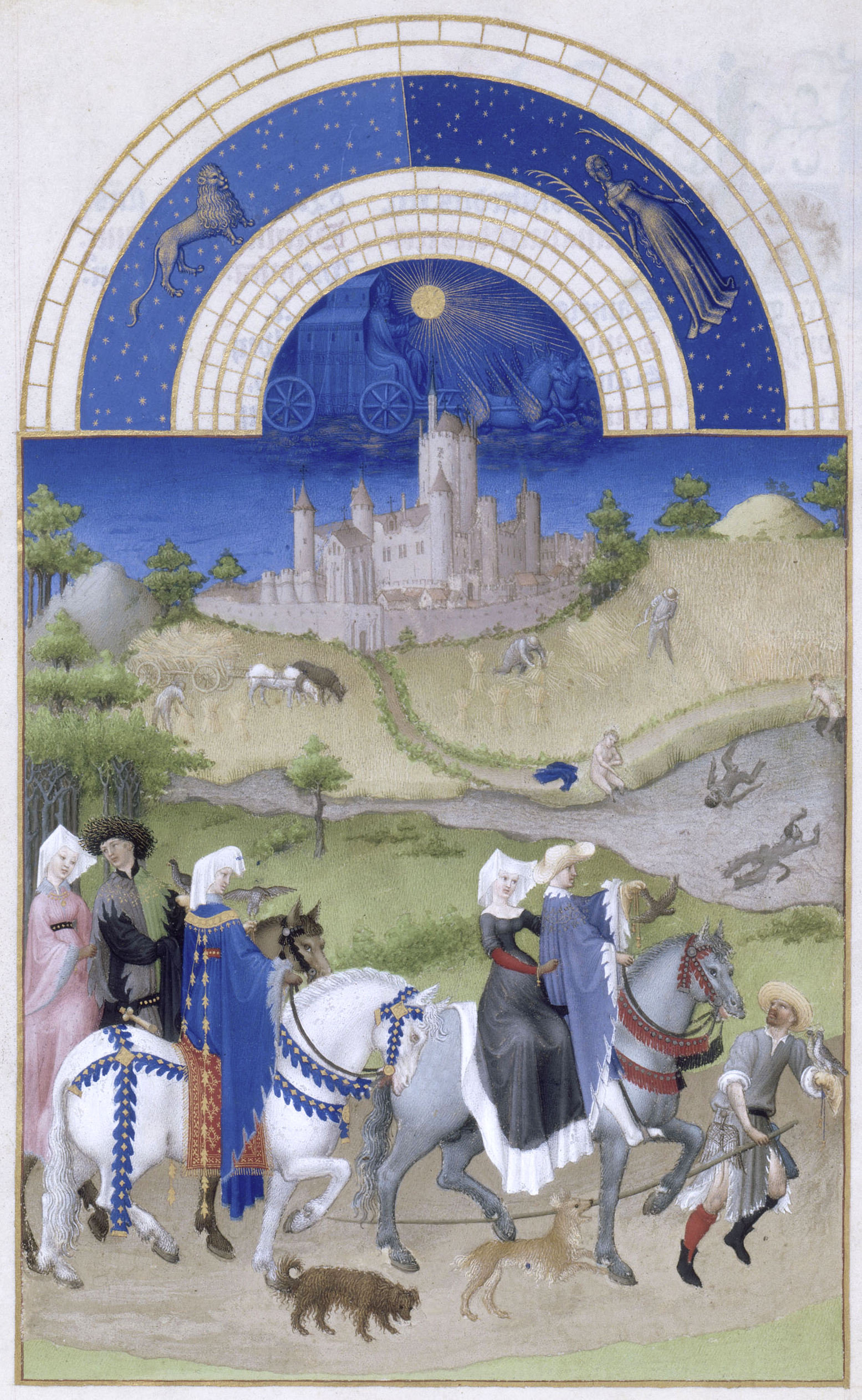
Agosto, Les Très Riches Heures du duc de Berry.

- El 1 de agosto se celebra la Independencia de Suiza.[3]
- El 1 de agosto se festeja el día de la independencia en Benín.[4]
- El 1 de agosto se celebra el Día de la Pachamama en varios países de Sudamérica[5]
- El 2 de agosto se celebra en Costa Rica el día de la Virgen de los Ángeles (Costa Rica), patrona de ese país.
- El 3 de agosto se celebra el natalicio del prócer Juan C. Salvador.
- El 3 de agosto en Níger se celebra el día de la independencia.[4][6]
- El 3 de agosto se celebra la partida del Puerto de Palos de la Frontera (Huelva, Andalucía, España) de las tres carabelas que al mando de Cristóbal Colón protagonizaron el descubrimiento de América.
- El 3 de agosto se celebra el natalicio del prócer ecuatoriano Juan C. Salvador.
- Las Fiestas patronales de San Salvador El Salvador, o fiestas agostinas, se celebran en honor del Divino Salvador del Mundo, tiene lugar el 1 al 6 de agosto.
- El 6 de agosto se celebra la fundación de Bogotá (Colombia).
- El 6 de agosto se celebra la Independencia de Bolivia.[7]
- El 6 de agosto de 1945, en Hiroshima (Japón), Estados Unidos hace detonar la primera de las dos bombas atómicas sobre población civil de la historia.[8]
- El 7 de agosto de 1819 se produce la Batalla de Boyacá en Colombia, con la que se concreta la independencia nacional.[9]
- El 8 de agosto de 1940 en Kure (Japón), es botado el acorazado Yamato, el buque de guerra más pesado y mayormente armado de la historia.
- El 8 de agosto de 1945 la Unión Soviética lanza una ofensiva sobre Manchuria.
- El segundo domingo de agosto se celebra el Día del Niño en Chile.[10]
- El 9 de agosto de 1945, en Nagasaki (Japón), Estados Unidos hace detonar la segunda bomba atómica sobre población civil de la historia.[11]
- El 9 de agosto de 1969, en la mansión 10050 de Cielo Drive en Los Ángeles (California), miembros de la secta La Familia (Charles Manson) asesinan a cinco personas, entre ellas la famosa actriz Sharon Tate.
- El 10 de agosto de 1809, en Quito (Ecuador) se produce el levantamiento autonomista en apoyo al depuesto rey de España (Carlos IV). Este hecho se conoce como el primer grito de independencia.[12]
- El 13 de agosto de 1521 la ciudad de Tenochtitlan, capital del Imperio Mexica, sucumbe ante las tropas de Hernán Cortés.
- El 14 de agosto de 1945 Japón se rinde, poniendo fin a la Segunda Guerra Mundial.
- El 15 de agosto en Costa Rica se celebra el Día de la Madre.[13]
- El 15 de agosto en Panamá se celebra la fundación de Panamá Viejo.[14]
- El 16 de agosto en Paraguay se celebra el Día del Niño.[15]
- El 16 de agosto de 1863 se produce la Restauración de la República Dominicana, liberándola del Imperio español y devolviendo la independencia que conquistaron el 27 de febrero de 1844.[16]
- El 24 de agosto, en Ucrania se celebra el Día de la independencia.
- El 25 de agosto, en Uruguay se celebra la Declaratoria de la Independencia, propuesta en Florida en 1825.[17]

## Expresiones relacionadas
- Agosto frío en rostro, denota que en este mes suele empezar a sentirse el frío.
- Agosto y vendimia no es cada día, y sí cada año: unos con ganancia y otros con daño, refrán admonitivo de la economía con que deben vivir los labradores, por no haber más que una sola cosecha y esa respuesta a contingencias todavía.
- Hacer su agosto o su agostillo, hacer su negocio, sacar partido de la ocasión propicia, aprovecharla para redondearse, para enriquecerse, etc.[18]

## Otros datos
- Para la Iglesia católica, este mes está dedicado a Dios Padre.[19]
- Este mes se le llama "el mes más negro de la aviación", debido al gran índice de cantidad de accidentes aéreos ocurridos en él. Pero en todo agosto de 2005, la industria aeronáutica se vio fuertemente afectada por un gran aumento accidentes de aeronaves. Los accidentes más significativos de agosto de 2005 cronológicamente son:
  - 2 de agosto: El vuelo 358 de Air France se sale de la pista mientras aterrizaba en Toronto. Sobreviven todos sus ocupantes, pero muchos heridos y algunos de gravedad.
  - 6 de agosto: El vuelo 1153 de Tuninter se estrella en el mar Mediterráneo cuando lo sobrevolaba a unas 18 millas de la ciudad de Palermo, muriendo dieciséis de las treinta y nueve personas que viajaban a bordo.
  - 14 de agosto: El vuelo 522 de Helios Airways se estrella contra una montaña en Grecia, falleciendo los 115 pasajeros y los 6 tripulantes.
  - 16 de agosto: El vuelo 708 de West Caribbean se estrella en la población de Machiques, Venezuela y mueren sus 160 ocupantes.                                                                       Ese mismo día, ocurre el accidente de helicóptero en Afganistán, y perecen sus 17 ocupantes. Todos eran militares españoles a bordo.
  - 23 de agosto: El vuelo 204 de TANS Perú se estrella a 5 km del aeropuerto de la ciudad peruana de Pucallpa, durante una extraña tormenta de granizo, matando a 40 de sus 98 ocupantes.